# 松下哲也
松下哲也（まつした てつや、1981年 - ）は日本の美術史家。キャラクター研究者。

## 経歴
- 1981年、大阪府生まれ[1]
- 2007年、多摩美術大学美術学部芸術学科卒業
- 2009年、多摩美術大学大学院修了
- 2016年、國學院大学大学院文学研究科博士号取得（歴史学）
- 2022年、京都精華大学マンガ学部准教授[2]

2019年から2020年まで横浜の現代美術アーカイブ・センター、関内文庫を展示照明を手がける伊藤啓太と共に運営していた。
「齋藤はぢめ｜トモトシ　カモフラージュゼロ」が関内文庫の最後の展示となっている。

## 著作
- 「『シン・エヴァンゲリオン劇場版:||』は模型のアニメである」『『シン・エヴァンゲリオン』を読み解く』河出書房新社、2021年 [6]
- 『ヘンリー・フューズリの画法 物語とキャラクター表現の革新』三元社 、2018年[7]